# Гавриловка (Гурьевский муниципальный округ)
Гаври́ловка — посёлок в Гурьевском районе Кемеровской области. Входит в состав Салаирского городского поселения.

## География
Центральная часть населённого пункта расположена на высоте 246 метров над уровнем моря.

## История
В 1791 году Горным Советом Колывано-Воскресенских заводов было принято решение о строительстве близ Салаирских рудников небольшоого завода для первоначальной обработки серебряных руд. Завод на реке Большой Толмовой в 4-5 верстах от шахт Салаирского рудника начали строить в 1792 году, а в мае 1795 года он был уже пущен. Первоначально завод получил название Екатерининский, затем, по указанию императрицы, был переименован в Гавриловский (в честь управляющего Колывано-Воскресенскими заводами Гавриила Симоновича Качки). Деревня, образовавшаяся рядом с новым заводом, стала называться Гавриловкой. В 1897 году завод с обветшавшими к этому времени строениями и оборудованием был закрыт. Рядом с заводом вырос пос. Гавриловский, в котором в 1882 году было 218 дворов. При заводе действовали горнозаводская школа для детей мастеровых и библиотека.

## Население
По данным Всероссийской переписи населения 2010 года, в посёлке Гавриловка проживает 64 человека (30 мужчин, 34 женщины).

## Знаменитые уроженцы
- Алексей Вахонин (1935—1993) — олимпийский чемпион по тяжёлой атлетике

## Достопримечательности
- Источник Святого Иоанна Предтечи
- Гавриловские пещеры [7].
- Памятный камень в честь располагавшегося в XIX в. в д. Гавриловка сереброплавильного завода (2006 г.)[6].